# Kukurahaa
Kukurahaa est une petite île inhabitée des Maldives. L'île apparaît désormais limitée à un banc de sable.

## Géographie
Kukurahaa est située au Sud des Maldives, au Sud-Ouest de l'atoll Hadhdhunmathi, dans la subdivision de Laamu.